# Paula Jones

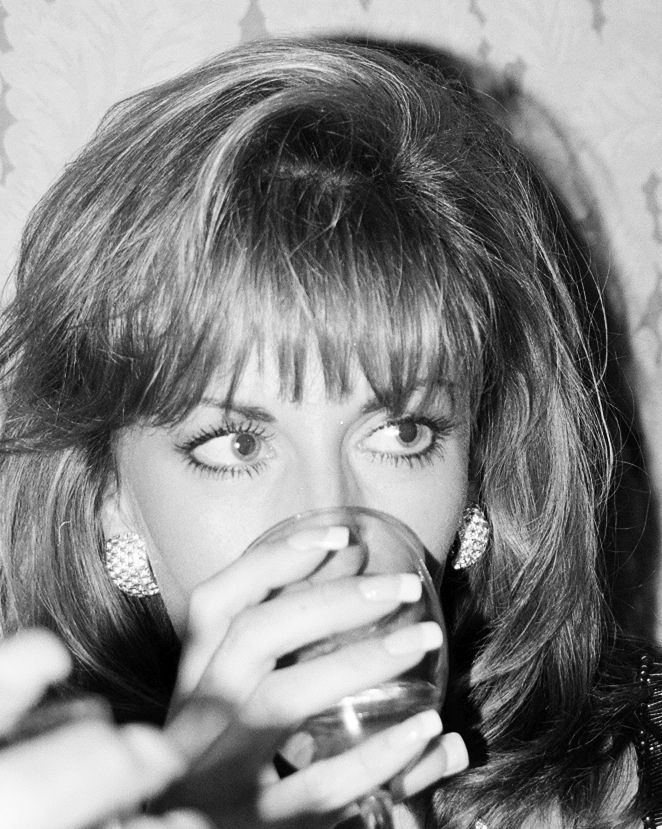
Paula Jones, 1998

Paula Corbin Jones (* 17. September 1966 in Lonoke, Arkansas, USA als Paula Rosalee Corbin) ist eine ehemalige Staatsangestellte in Arkansas, die weltweite Aufmerksamkeit erregte, als sie 1994 den damaligen amtierenden Präsidenten Bill Clinton wegen sexueller Belästigung verklagte.

## Frühes Leben
Paula Jones wuchs zusammen mit ihren beiden Schwestern Lydia und Charlotte in Lonoke, einer ländlichen Gemeinde im Einzugsbereich von Little Rock, auf. Sie hatten ein strenges, christlich orientiertes Elternhaus, so mussten die Kinder zum Beispiel strenge Bekleidungsvorschriften einhalten, es war ihnen nicht erlaubt fernzusehen, und man versammelte sich täglich zu Gebeten mit der gesamten Familie. Ihre Eltern Delmar Lee Corbin und Bobby Gene Corbin waren Mitglieder der Kirche des Nazareners. Bobby Corbin war Arbeiter in einer Bekleidungsfabrik und daneben noch als Prediger tätig. Nachdem er von seiner Firma entlassen worden war, musste er sich zwischenzeitlich bankrott erklären. Er verstarb 1985 an einem Herzanfall. Die Familie befand sich weiterhin in schwierigen finanziellen Verhältnissen. Nachdem im Dezember 1986 ihr Haus abgebrannt war, lebte Delmar Lee mit ihren beiden jüngeren Töchtern Paula und Lydia für eine Zeitlang im Mobilheim ihrer älteren Tochter Charlotte und deren Mann Mark Brown.
Paula Jones verließ die örtliche Highschool ohne Abschluss und besuchte dann die Highschool im benachbarten Carlisle, an der ein Abschluss mit geringeren Leistungsanforderungen möglich war. Nachdem sie dort 1985 ihren Abschluss erhalten hatte, studierte sie 6 Monate lang am Capital City Junior College in Little Rock, ohne jedoch einen Abschluss zu erlangen. In der Folgezeit arbeitete sie dann in einer Reihe von kurzfristigen Jobs, bis sie schließlich im März 1991 staatliche Angestellte bei der Arkansas Industrial Development Commission wurde. Dort arbeitete sie bis 1993. Im Dezember 1989 lernte sie Steve Jones kennen, den sie im Dezember 1991 heiratete. Aus der Verbindung gingen zwei Söhne hervor (* 1992, * 1996). 1993 zog die Familie nach Kalifornien um, da Steve Jones dort eine Karriere als Schauspieler anstrebte, was ihm jedoch nicht gelang.

## Troopergate
Paula Jones war Regierungsangestellte und Mitarbeiterin von Bill Clinton während seiner Amtszeit als Gouverneur von Arkansas. Im Mai 1994 reichte sie beim United States District Court for the Eastern District of Arkansas eine Klage ein, bei der sie den damaligen US-Präsidenten der sexuellen Belästigung beschuldigte.
Zunächst hatte sie, wie andere Frauen auch, öffentlich behauptet, sie habe eine intime Beziehung mit Clinton geführt. Er soll ihren Angaben zufolge am 8. Mai 1991 im Excelsior Hotel in Little Rock von Jones verlangt haben, mit ihm den Oralverkehr zu vollziehen, was sie abgelehnt habe. Drei Jahre nach dem angeblichen Vorfall, zwei Tage vor Ablauf der dreijährigen Verjährungsfrist, forderte sie Schadenersatz in Höhe von mehreren Millionen US-Dollar. Der Rechtsstreit zog sich über Jahre hin. Im April 1998 wies das Gericht die Klage ab mit der Begründung, dass ihr kein Schaden entstanden sei, auch wenn sie „vielleicht nicht ganz anständig behandelt worden sei“.
Die Richter räumten jedoch nicht alle Zweifel am moralischen Verhalten des Präsidenten aus. Um einen weiteren Rechtsstreit zu vermeiden – und ohne die von Jones geforderte Entschuldigung –, zahlte Clinton 850.000 Dollar. Letztendlich konnte dieser Vorfall nicht zweifelsfrei bewiesen werden, außerdem wurde zu diesem Zeitpunkt schon die Lewinsky-Affäre in der Öffentlichkeit diskutiert. Von Clintons Vergleichszahlung erhielt Paula Jones 200.000 Dollar; den Rest teilten ihre Anwälte unter sich auf.
Da die Affäre durch Aussagen zweier Polizisten der Arkansas State Police (genannt Troopers) ins Rollen kam, entwickelte sich in der Berichterstattung der Begriff Troopergate.

## Späteres Leben
Im Juni 1999 ließ sich Jones von ihrem Ehemann Steve scheiden. Im Dezember 2001 heiratete sie Steven Mark McFadden. Beruflich arbeitete Paula Jones zwischenzeitlich als Immobilienmaklerin.
In der Öffentlichkeit blieb sie auch nach dem Abschluss des „Troopergate“ präsent, so posierte sie 2000 nackt für das Herrenmagazin Penthouse und trat im Celebrity Boxing des Fernsehsenders Fox zu einem Schaukampf gegen Tonya Harding an, den sie in der zweiten Runde verlor. 2005 trat sie dann als erster Gast in der Fernsehsendung Lie Detector (Pax TV) auf und legte dort einen Polygraphen-Test ab.
2008 betrieb sie kurzfristig zusammen mit Gennifer Flowers die Webseite genniferandpaula.com, auf der sie Videos mit Indiskretionen, Klatsch und intimen Details über Bill Clinton zum Verkauf anboten.